# Дворец Тизенгаузов (Вильнюс)
Дворе́ц Тизенга́узов (лит. Tyzenhauzų rūmai), дворец Фиттингофов (лит. Fitinhofų rūmai) — трёхэтажный дворец раннего классицизма в Старом городе Вильнюса на углу улиц Вокечю и Траку (Vokiečių g. 28 / Trakų g. 17). Выделяется массивностью и декоративными элементами фриза, характерными для XVIII века. Памятник архитектуры республиканского значения (AtR 49); код 755 в Регистре культурных ценностей Литовской Республики .

## История
Упоминания о стоявшем в этом месте каменном готическом доме восходят к 1579 году. Во второй половине XVIII века здание было капитально перестроено и расширено Антонием Тизенгаузом. Автором проекта перестройки мог быть служивший у Тизенгауза архитектор из Вероны Джузеппе де Сакко . 
После банкротства и смерти владельца (1785) дворец в 1789 году стал собственностью генеральши фон Фиттингоф (в первом браке Забелло) и был реконструирован в 1790 году предположительно архитектором Мартином Кнакфусом . После реконструкции здание приобрело сохранившийся доныне общий план и облик с монументальными классицистскими фасадами с симметричной композицией. 
Во время ремонта около 1807 года под руководством Михала Шульца были переделаны интерьеры и лестницы. Здание славилось Серебряным залом на первом этаже, в котором проходили концерты, спектакли, маскарады. Во второй половине XIX века нижний этаж был приспособлен для магазинов; были изменены оконные и дверные проёмы. В межвоенный период на втором и третьем этажах была гостиница Соколовского; в гостинице останавливался Людас Гира. В 1941 году гостиница была национализирована.
Дом сильно пострадал во время Второй мировой войны: после пожара 1944 года сохранились лишь капитальные стены. Здание было восстановлен в 1945 году, в 1957 году реконструировано и отреставрировано по проекту архитектора Альгимантаса Умбрасаса. 
Сейчас в нижнем этаже дома со стороны улицы Вокечю расположены кондитерская, отделение банка „Medicinos bankas“, салон красоты.

## Архитектура
Здание сложено из кирпича, покрыто штукатуркой. Крыша крыта черепицей. Архитектура здания содержит элементы раннего и зрелого классицизма. Два равноценных, почти одинаковых репрезентативных фасада выходят на улицу Вокечю (восточный фасад) и Траку (западный фасад, несколько уже восточного). Два корпуса, выходящие на улицы Вокечю и Траку, со стороны улиц в три этажа, со стороны двора — в четыре. Четыре корпуса дома окружают внутренний двор трапециевидной, почти квадратной формы.
Оба фасада чётким ритмом окон и симметричностью соответствуют принципам классицистской композиции. Нижнему этажу ощущение устойчивости придают линии руста.
Порталы прямоугольных ворот восточного и северного фасадов акцентируют оси симметрии. Ворота обрамлены сдвоенными дорическими пилястры и антаблемент без фронтона. Основной акцент композиции фасадов образован декоративным антаблементом из карниза с модильонами и фризом, в метопах которого располагаются рельефы с мотивами военных и музыкальных атрибутов, фауны и флоры; пластика такой тематики — оригинальное явление в архитектуре классицизма в Литве. 